# William A. Clark

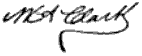

William Clark Sr. (Connellsville, 8 gennaio 1839 – New York, 2 marzo 1925) è stato un politico e banchiere statunitense.

## Biografia
William Clark nasce in Pennsylvania nel 1839, dopo aver brevemente combattuto al fianco dei Confederati nella Guerra di Secessione Americana nel 1862, appena ventitreenne, inizia la propria carriera di imprenditore partendo da una miniera del Colorado. Poiché anche nel Montana fioriscono le miniere, inizia a vendere ai minatori generi di prima necessità, finché egli stesso non trova una miniera di rame che contribuisce ad arricchirlo ulteriormente.

Avviate le proprie attività, tenta la carriera politica, concorrendo (senza successo) alla carica di Senatore dello Stato del Montana nel 1888 e nel 1893. Deciso a riuscirci, approfitta del fatto che nel 1899 i senatori verranno eletti non per elezione popolare, ma dai legislatori statali, che tenta di corrompere per favorire la propria nomina; il broglio, tuttavia, viene scoperto e la sua elezione annullata.

Riuscirà ad avere il sospirato seggio soltanto nel 1901.

Agli inizi del '900 si interessa del sempre più fiorente mercato della ferrovia, scontrandosi fin dall'inizio con la Union Pacific Railroad, a causa del comune desiderio di correre i propri binari verso la nascente città di Las Vegas. Un accordo conseguito nel 1905 gli permetterà di arrivare fino alla città. Negli anni successivi continuerà a collaborare con l'antica compagnia rivale, che acquisterà le sue ferrovie nel 1921 arricchendolo ulteriormente. 
Quando muore, nel 1925, è uno dei 50 americani più ricchi.
La figlia Huguette  divenne nota per aver vissuto per oltre vent'anni reclusa in ospedale, lasciando vuote le sue numerose proprietà immobiliari.